# La Jeunesse du massacre
Pour plus de détails, voir Fiche technique et Distribution.
La Jeunesse du massacre (I ragazzi del massacro) est un film italien réalisé par Fernando Di Leo et sorti en 1969. C'est un poliziottesco noir adapté du roman homonyme (it) de Giorgio Scerbanenco publié en 1968.
Il a été projeté à la Mostra de Venise 2004 dans le cadre d'une rétrospective Storia Segreta del Cinema Italiano. Italian Kings of the B’s.

## Synopsis
Dans une école du soir à Milan, un groupe de onze garçons, pour la plupart des délinquants et des petits criminels de rue, âgés de treize à vingt ans, assassinent brutalement l'enseignante Matilde Crescenzaghi sans raison apparente. La police commence à enquêter sur le meurtre, mais sans trouver d'éléments clairs ou suffisants pour faire la lumière sur cette mystérieuse affaire. Pressé par le juge d'instruction qui veut classer l'affaire, mais aussi saisi par le remords et sa propre conscience de policier, le Questore Luigi Càrrua confie l'affaire au commissaire Duca Lamberti, son ami et collaborateur. Ce dernier commence à son tour à enquêter, frappé par la brutalité du meurtre, et commence à supposer qu'il pourrait s'agir d'une vendetta personnelle. Lamberti insiste pour que Càrrua interroge les garçons à sa manière et, en les traitant durement avec des méthodes coercitives, telles que l'utilisation d'anis lactescent à des fins d'intimidation et l'emploi d'un langage plutôt menaçant et argotique, il commence lentement à apprendre des éléments importants : l'un des garçons était homosexuel et n'a donc pas pu participer au massacre, et certains des élèves se rendaient souvent illégalement en Suisse pour y faire de la contrebande de cigarettes et de drogues.
Avec l'aide de son fidèle agent Mascaranti et de l'assistante sociale Livia Ussaro, Lamberti parvient bientôt à la vérité, aidé également par les aveux de l'élève Fiorello Grassi et la confiance de Carolino Marassi, un autre élève de l'école le soir où le meurtre a été commis.

## Fiche technique
Sauf indication contraire, les informations mentionnées dans cette section peuvent être confirmées par la base de données cinématographiques IMDb,  présente dans la section « Liens externes ».
- Titre français : La Jeunesse du massacre[3]
- Titre original : I ragazzi del massacro[4]
- Réalisation : Fernando Di Leo
- Scénario : Fernando Di Leo, Nino Latino, Andrea Maggiore d'après le roman de Giorgio Scerbanenco
- Photographie : Franco Villa (it)
- Montage : Amedeo Giomini
- Musique : Silvano Spadaccino (it)
- Assistant à la réalisation : Luca Damiano
- Décors : Franco Bottari
- Costumes : Loredana Longo
- Trucages : Carlo Sindici
- Production : Tiziano Longo
- Sociétés de production : Cineproduzioni Daunia 70, Belfagor Cinematografica
- Pays de production :  Italie
- Langue de tournage : italien
- Format : Couleur par Eastmancolor - 1,85:1 - Son mono
- Durée : 99 minutes (1 h 39)
- Genre : Poliziottesco, noir
- Dates de sortie :
  - Italie : 30 décembre 1969
  - France : 20 septembre 1972[3]

## Distribution
- Pier Paolo Capponi (VF : Jacques Thébault) : Duca Lamberti
- Nieves Navarro (sous le nom de « Susan Scott ») (VF : Michèle Montel) : Livia Ussaro
- Marzio Margine (VF : Dominique Collignon-Maurin) : Carolino Marassi
- Renato Lupi (VF : Jean Violette (acteur)) : Mascaranti
- Enzo Liberti (VF : William Sabatier) : Luigi Càrrua
- Giuliano Manetti : Fiorello Grassi
- Danika La Loggia (VF : Lily Baron) : Beatrice Romani
- Jean Rougeul (VF : Pierre Collet) : Federico Dell'Angeletto
- Ettore Geri (VF : Claude Bertrand) : Le concierge
- Michel Bardinet (VF : Dominique Paturel) : Stelvio Sampero
- Nello Palladino (VF : Gérard Férat) : l'inspecteur de police auprès du commissaire
- Gabriella d'Olive (VF : Perrette Pradier) : Nadia Novack
- Flora Carosello (VF : Paule Emanuele) : la tante de Benito